# Mónica Farro
Mónica Farro   (Montevideo, 28 de febrer de 1976) és una vedet, model i actriu uruguaya de teatre i televisió.
Va iniciar la seva carrera com a model comercial infantil i després va treballar com a actriu eròtica i model fetitxe per a Playboy TV. Va ser escollida com a Miss Uruguai per a Miss Playboy 2004 de Playboy Farro es compara sovint amb les supervedets Adabel Guerrero i Valeria Archimó.

## Teatre
El llançament a la fama de Mónica Patricia Farro Dávila va ser el 2007, després de ser descoberta pel productor de teatre argentí Gerardo Sofovich a la capital uruguaiana, Montevideo. Farro va formar part de la seva companyia de teatre durant dos anys i va actuar en la seva comèdia No somos santas i la seva comèdia musical Le Referi Cornud. El 2008 va ser escollida per Sofovich per coprotagonitzar la revista La Fiesta está en el lago, junt amb la ballarina Valeria Archimó i l'actriu-ballarina Adabel Guerrero. Va ser produït i dirigit per Sofovich, i també dirigit per René Bertrand.
El 2009, Farro es va incorporar a la companyia de teatre de Carmen Barbieri i va ser la protagonista de dues de les seves revistes, Fantástica (a la temporada teatral 2009-2010) i Bravísima (a la temporada 2010-2011), ambdues com a vedet principal. Farro va decidir no continuar ni un any més a la companyia, perquè no estava satisfeta amb algunes dels seus membres del repartiment, especialment l'actriu-ballarina i model de moda uruguaiana, Andrea Ghidone i la model de glamour aficionada gregcoargentina Victoria Xipolitakis.
Després de quatre anys fent revistes de musicals clàssics, Farro va ser cridada el 2011 per dirigir i debutar com a supervedet i com a productora pròpia en un espectacle alternatiu de revista barrejada amb comèdia musical amb Negro Álvarez, fent una gira per tota l'Argentina i per parts de l'Uruguai.
El 2 de novembre de 2012, l'actriu va fer una aparició a l a província argentina d'Entre Ríos al Teatre Astros, on ella i molts altres artistes de teatre van presentar la temporada teatral d'estiu d'Entre Ríos el 2012 i el 2013 amb tres espectacles. Va actuar com a actriu principal en una d'aquestes, la comèdia teatral La noche de las pistolas frías.
Al novembre, Farro va dirigir un espectacle de revistes de mini-teatre, Empetroladas amb el seu company de ball Cristian Ponce a Cutral Có, Neuquén (Argentina).
El 4 de gener de 2013 va debutar La noche de las pistolas frías al Gran Teatro Colón d'Entre Ríos, junt amb Emilio Disi, Martín «Campi» Campilongo, Claudia Ciardone, Florencia «Flopy» Tesouro, Manuel Navarrete, Cristina Alberó i Luly Drozdek.
| Any             | Espectacle musical             | Notes |
| --------------- | ------------------------------ | --- |
| Dècada del 2000 | Despedida de Soltera           | Actriu secundària en el Teatre del Centro (Montevideo). |
| 2007-2008       | No somos santas                | Actriu secundària en el Teatre Tabarís, junt amb Nazarena Vélez i Andrea Estévez; de Gerardo Sofovich.                                                                             |
| 2007-2008       | Le Referi Cornud               | Actriu principal en el Teatre Tabarís, junt amb Iliana Calabró, Turco Naim i Rocío Marengo; de Gerardo Sofovich.                                                                   |
| 2008-2009       | La Fiesta está en el lago      | Vedet principal junt amb Valeria Archimó i Adabel Guerrero; de Gerardo Sofovich.                                                                                                   |
| 2009-2010       | Fantástica                     | Vedet principal junt amb Daniela Cardone (vedet còmica), Carmen Barbieri i Javier Faroni (cap de producció), Santiago Bal (escriptor i director).                                  |
| 2010-2011       | Bravísima                      | First Vedette alongside Belén Francese (vedet còmica) Carmen Barbieri i Javier Faroni (cap de producció), Santiago Bal (escriptor i director), en el Teatre Atlas (Mar del Plata). |
| 2011-2012       | Mortal!                        | Vedet principal, productora, actriu principal, ballarina i cantan en el Teatre del Lago (Villa Carlos Paz), junt amb El Negro Álvarez.                                             |
| 2012            | Empetrolados                   | Supervedet principal, acompanyada per Cristian Ponce; mini-revista de dansa i música; ballarina principal.                                                                         |
| 2013            | La noche de las pistolas frías | Actriu principal en el Gran Teatre Colón (Entre Ríos). |

## Bailando por un sueño(2008)
Farro va participar en la cinquena temporada de Bailando por un sueño amb el ballarí professional Nicolás Scillama; va assolir els vuit primers llocs. La va guanyar Guerrero, que va arribar als sis primers llocs, i Archimó, que va arribar a les semifinals (tercera posició amb María Fernanda Callejón).

## El Musical de tus Sueños(2009)
Mónica va tenir una participació especial a El Musical de tus Sueños (2009), ballant en barres de stripper junt amb Valeria Archimó, obrint-se per a la gala de reingrés de l'edició especial (que va entrar Guerrero).

## Bailando por un sueño(2011)
Farro va participat a la setena temporada de Bailando por un sueño amb el ballarí professional Christian Ponce.

## Vida personal
Farro va estar casada durant 15 anys amb el futbolista uruguaià Enrique Ferraro, amb qui va tenir un fill anomenat Diego Ferraro Farro a l'Uruguai.
El 15 d'agost de 2019, va contraure de nou matrimoni amb Leandro Herrera, el seu entrenador personal, amb qui va conviure en parella durant un any i vuit mesos.